# تزيليم
تزيليم أو تسئيليم Tze'elim ((بالعبرية: צֶאֱלִים‏)) هو كيبوتس في شمال النقب على بعد حوالي 12 كم جنوب شرق كيبوتس ماغين. تمت تسمية الكيبوتس على اسم أشجار السدر المنتشرة في المنطقة، والتي تم تحديدها خطأً على أنها أشجار تزيليم التوراتية الواردة في سفر أيوب (40 : 21-22). تأسس الكيبوتس في يناير كانون الثاني عام 1947. يبلغ عدد سكان الكيبوتس 430 نسمة.بالقرب منه تقع قاعدة تدريب عسكرية تابعة للجيش الإسرائيلي وتعرف باسم قاعدة تزيليم. يتبع اداريا إلى مجلس إشكول الإقليمي

## تاريخ المنطقة
تأسس الكيبوتس في يناير 1947 عبر مجموعات من الأشخاص الذين انتقلوا معًا إلى فلسطين التي كانت تحت الانتداب البريطاني ، ومنذ عام 1948، من حركات الشباب اليهودي في أوروبا الشرقية وشمال إفريقيا، وتم تسميته على اسم أشجار السنط الوفيرة في المنطقة، والتي تم تحديدها خطأً على أنها أشجار تسليم الكتابية. خلال الحرب العربية الإسرائيلية عام 1948، تم استخدام الكيبوتس كقاعدة عسكرية. استقر العديد من الأطفال الذي يطلق عليهم سيلفينو في الكيبوتس.

## الاقتصاد
يقوم الكيبوتس بتسويق نفسه كوجهة سياحية، مع منتجع صحي بينابيع ساخنة طبيعية وأماكن إقامة. الأنشطة الاقتصادية الأخرى هي الزراعة والزراعة. تم افتتاح محطة للطاقة الشمسية بقدرة 120 ميجاوات، وهي الأكبر في إسرائيل حتى الآن، في الكيبوتس عام 2020.
يقع مصنع إنتاج مواد التكنولوجيا النظيفة المصنوعة من القمامة غير المصنفة التابعة لشركة UBQ Materials الإسرائيلية فيه.

## النقل
ترتبط تزيليم بالمجلس الإقليمي عبر خط الحافلات رقم 14، وإلى تل أبيب عبر خط الحافلات رقم 376، وإلى أوفاكيم عبر خط الحافلات رقم 30، وإلى بئر السبع عبر خط الحافلات رقم 130. يتم تشغيل جميع خطوط الحافلات الأربعة بواسطة دان بداروم. تقع تسيليم قبالة الطريق السريع 222، في شمال غرب النقب.

## وصلات خارجية
- الموقع الرسمي